# Spassk
Spassk (ros. Спасск) – miasto w Rosji, w obwodzie penzeńskim, 160 km na północny zachód od Penzy. W 2009 liczyło 7071 mieszkańców.